# Avalyn
Avalyn er en odenseansk rock/popgruppe, dannet i 2006.
Gruppen består af Peter Mathiasen, Kåre Hansen, Kristian Bang og Theis Ellegaard Jakobsen.
Avalyn's musik er inspireret af den britiske disco-rock.

## Biografi
Avalyn blev dannet på Nordfyn i efteråret 2006 af Peter Mathiasen, Kåre Hansen, Kristian Bang, Theis Ellegaard Jakobsen og Emil Rørbech Rasmussen. I december 2006 udgav bandet deres første EP Avalyn med numrene "Falling", "Don't Leave Me", "Quiet Revolution" og "When She Took It All". EP’en blev indspillet i Basement Studios i Odense og mixet og produceret af Kasper Olsson. Kort efter indtog "Falling" 1. pladsen på MyMusics rockliste og lå der uberørt i 9 uger.
Det følgende år brugte bandet på sangskrivning og spillede derudover en lang række koncerter i bl.a. Odense, Aalborg, Struer, Hobro og Faaborg. I efteråret 2007 forlod Emil (synth) bandet, og Avalyn fortsatte som en kvartet i øvelokalet på Kansas City, Odense.
I 2008 udsendte Avalyn EP’en City, som bestod af sangene "City", "Iron Circus", "Comeback" og "Stay Awake". EP’en blev indspillet på Musik og Teaterhøjskolen og blev mixet af Tor Bach Sørensen.
EP-udgivelsen banede vejen for bl.a. koncerter på Vig Festival og Samsø Festivalen i 2009 samt supportjobs for Kitty Wu og Powersolo. Sangen "City" kom i rotation på P4 Fyn, og sidst på året kårede P4 Avalyn som "Årets Fynske Rockfund". Dette gav bandet en finaleplads ved radiostationens store talentsatsning Rocktoget. I december 2009 modtog bandet Vig Festivalens og Den Rytmiske Højskoles Talentpris 2009.
Avalyn startede 2010 med at udgive EP’en Thank God For Expectations, med sangene "We're Not Like You", "Cellmates", "Escape", "Passing Trains" og "Radio". Sangene blev indspillet i Aarhus Lydstudie med producer Kenn H. Eskildsen (The Broken Beats). Udgivelsen blev lanceret med en landsdækkende releasetour sammen med Aarhus-bandet Mimas. I august 2010 spillede Avalyn Torsdagskoncert i Kongens Have i Odense for ca. 8000 publikummer og i måneden efter varmede de op for Dúné til Odenses Studiestartsfest på Albani-bryggerierne. I efteråret spillede bandet support på Apollos danmarksturne i Odense og Aarhus. Sidst på året indspillede Avalyn singlerne "141" og "Quiet Revolution" og udgav en liveindspilning af "Falling" med tilhørende live-video fra Greis.dk Filmproduktion. Denne video blev senere i 2011 spillet adskillige gange under TV2’s dækning af VM i Herrehåndbold.
Den 14. januar 2011 udgav Avalyn singleudspillet "141"/"Quiet Revolution" samt musikvideoen til "141" lavet af Greis.dk Filmproduktion. Sidst i januar tog Avalyn i MillFactory-studiet i København for at indspille singlen "Falling" med producer Boe Larsen. Denne nye single blev opført første gang, da Avalyn en uge senere spillede til Sportslørdag 2011 i Odense Idrætshal.
Den 4. august 2011 valgte bandet, at Avalyn skulle opløses. Der var dog ingen sure miner eller smækkede døre. De er stadig gode venner. Den sidste koncert fra deres side blev spillet i København den 27. august 2011.
Gennemsnitsalderen i Avalyn var 24 år.
I vinteren 2011 vendte alle medlemmer tilbage til bøgerne. Undtagen Kåre.

## Diskografi
- Avalyn (Demo, 2006)[1]
- High Philosophy (EP, 2008)[5]
- Running Forth And Back (EP, 2009)[13]
- Thank God For Expectations (EP, 2010)[9]
- "141"/"Quiet Revolution" (Single, 2011)[19]

## Medlemmer
- Peter Bjørn Mathiasen – Sang, guitar, synth, keyboard, kor
- Kåre Mads Hansen – Guitar, synth, kor
- Kristian Juhl Bang – Bas, kor
- Theis Ellegaard Jakobsen – Trommer, kor